# Aldo Cosentino
Aldo Cosentino (ur. 19 października 1947 w Tunisie, zm. 8 października 2023) – francuski bokser, medalista mistrzostw świata w 1974 i mistrz Europy z 1973.
Startował w wadze koguciej (do 54 kg). Na swej pierwszej wielkiej imprezie międzynarodowej, mistrzostwach Europy w 1967 w Rzymie przegrał pierwszą walkę w eliminacjach. Wystąpił na igrzyskach olimpijskich w 1968 w Meksyku, gdzie wygrał jedną walkę, lecz w następnej pokonał go późniejszy medalista Eiji Morioka z Japonii.
Zdobył srebrny medal na mistrzostwach Europy w 1969 w Bukareszcie. Wygrał trzy pojedynki, w tym w ćwierćfinale z Ryszardem Andruszkiewiczem, a w finale pokonał go reprezentant gospodarzy Aurel Dumitrescu. Na kolejnych mistrzostwach Europy w 1971 w Madrycie został pokonany w ćwierćfinale przez późniejszego triumfatora Węgra Tibora Badariego]. Wygrał z Józefem Reszpondkiem na igrzyskach olimpijskich w 1972 w Monachium, lecz w kolejnej walce pokonał go mistrz Europy z 1971 w wadze muszej Hiszpan Juan Francisco Rodríguez.
Zwyciężył na mistrzostwach Europy w 1973 w Belgradzie po zwycięstwie w finale nad Mirceą Tone z Rumunii. Zdobył brązowy medal na pierwszych mistrzostwach świata w 1974 w Hawanie. W ćwierćfinale zrewanżował się Juanowi Francisco Rodríguezowi, lecz w półfinale pokonał go przez nokaut w 1. rundzie przyszły mistrz Wilfredo Gómez z Portoryko. Ostatnie dwie duże imprezy międzynarodowe nie były dla Cosentino udane. Na mistrzostwach Europy w 1975 w Katowicach został znokautowany w 1. rundzie przez Wiktora Rybakowa z ZSRR (który później zdobył złoty medal), a na igrzyskach olimpijskich w 1976 w Montrealu pokonał go przed czasem Caczo Andrejkowski z Bułgarii.
Aldo Cosentino był mistrzem Francji w wadze koguciej w 1967, 1969, 1970, 1971, 1972, 1974 i 1975 oraz w wadze piórkowej (do 57 kg) w 1973.